# Rudolf Hribernik
Rudolf Hribernik-Svarun, slovenski general, komunist, prvoborec, partizan, zgodovinar, politik in narodni heroj, * 10. april 1921, Horjul, † 10. januar 2002, avtocesta pri Logatcu.

## Življenjepis
Hribernik je bil pred 2. svetovno vojno kamnoseški delavec. NOB se je pridružil decembra 1941. Med vojno in po osvoboditvi je opravljal številne odgovorne funkcije v NOV in POS ter JLA. Po vojni se je šolal v Sovjetski zvezi kjer je končal »VVA Vorošilov«, 1955 pa v Beogradu  »VVA JLA«. Posvečal pa se je tudi raziskovanju partizanskega bojevanja na Slovenskem. Napisal je zgodovinsko monografijo Dolomiti v NOB in poljudno delo Opredelitev I-IV v katerih je prikazal boj slovenskega naroda za svobodo.
Umrl je v prometni nesreči 10. januarja 2002, ko je pri Logatcu (Lom) peljal po napačni strani avtoceste.

### Vojaška kariera
Generalpolkovnik JLA Hribernik (partizansko ime Svarun) se je pridružil NOB že decembra 1941 in v začetku januarja 1942 vstopil v partizansko četo na Samotorici nad Horjulom. Istega leta je postal član KPS. V NOV je bil med drugim komandant bataljona v Dolomitskem odredu in Šercerjevi brigadi. Po kapitulaciji Italije je postal poveljnik Ljubljanske in Prešernove brigade. To opravljal do 19. junija 1944. Ob koncu vojne je bil načelnik štaba in namestnik poveljnika 31. divizije.
Po osvoboditvi je bil v JLA med drugim komandant divizije, zagrebškega in skopskega vojnega območja sekretar LO Slovenije in poveljnik Teritorialne obrambe Slovenije (1974–77).

### Politična kariera
- član KPS od 1942

Po drugi svetovni vojni je postal poslanec in 1947 član prezidija ljudske skupščine LRS. Nato je bil imenovan za republiškega sekretarja za narodno obrambo in za stalnega člana konference ZKS.

## Odlikovanja
- Partizanska spomenica 1941
- Red narodnega heroja